# Чень Боцзун
Чень Боцзун (кит. трад.: 陳伯宗; піньїнь: Chen Bozong; 554-570) — третій імператор Чень з Південних династій.

## Життєпис
Був сином і спадкоємцем Чень Цяня. Одразу після його сходження на престол при дворі почалась боротьба за владу, що завершилась перемогою дядька малолітнього імператора, Чень Сюя. Останній узимку 568 року повалив Чень Боцзуна та зайняв трон.

## Девіз правління
- Ґуанда (光大) 566-568